# Surrender (Dead-Lord-Album)
Surrender (englisch Kapitulation) ist das vierte Studioalbum der schwedischen Classic-Rock-/Hard-Rock-Band Dead Lord. Es erschien am 4. September 2020 über Century Media.

## Entstehung
Wegen bandinterner Probleme lagen Dead Lord einige Zeit lang auf Eis und den Musikern war lange nicht klar, wie sie weiter machen sollten. Schlagzeuger Adam Lindmark erklärte, dass die Motivation hinter der Band Spaß wäre und eben dieser nachgelassen hätte. Auch eine Auflösung der Band wurde diskutiert. Als Konsequenz verließ der Gitarrist Olle Hedenström die Band. Bassist Martin Nordin wechselte daraufhin vom Bass an die Gitarre. Neuer Bassist wurde der aus Australien stammende Ryan Kemp, der jedoch nicht auf dem Album zu hören ist.
Produziert wurde Surrender von Robert Pehrsson in dessen Studio Humbucker in Stockholm. Die Band entschied sich für ihn, da sein Studio „um die Ecke“ liegen würde und die von Pehrsson produzierten Alben laut Lindmark „großartig klingen“ würden. Zwischenzeitlich war auch Nicke Andersson ein Kandidat für den Produzentenposten. Erstmals nahm die Band ein neues Album nicht unter Livebedingungen auf. Während der Aufnahmen wurde der Bass von Martin Nordin und Hakim Krim eingespielt. Als Gastsänger ist bei dem Lied Evil Always Wins Joseph Tholl, ehemals Gitarrist der Band Enforcer, zu hören.

## Veröffentlichung
Für die Lieder Distance over Time und Evil Always Wins wurden Musikvideos gedreht. Die limitierte CD-Digipakversion des Albums enthält drei Bonustitel. Neben den Coverversionen Hands Down (Original: Moon Martin) und Moonchild (Original: Rory Gallagher) beinhaltet diese Version das Lied I staden som aldrig slumrar till. Hierbei handelt es sich um das Lied Letter from Allen St., allerdings mit einem Text in schwedischer Sprache. Das Lied Distance over Time wurde vorab als 7"-Single veröffentlicht, die eine Live-Version des Liedes They! als B-Seite enthält.

## Hintergrund
Laut Schlagzeuger Adam Lindmark würde der Albumtitel das komplette Gegenteil der gängigen Rock-Klischees umschreiben. Sänger Hakim Krim ergänzte, dass im Rock normalerweise immer Stärke gepredigt werden würde. Man solle aufstehen und wie ein Mann kämpfen. Der Albumtitel würde sich auf die Stimmung der Menschen auf diesem Planeten beziehen.

„Viele scheinen angesichts der vielen Informationen, vielen Verpflichtungen und des Drucks in der Gesellschaft einfach aufgeben. Die Idee für das Albumcover ist auf meinem Mist gewachsen. Man sieht einen Mann im Anzug, dessen Kopf sich in Rauch auflöst.“

Die Texte von Surrender schrieb Krim aus der Perspektive des Underdogs. In dem Lied Authority geht es um Menschen, die sich autoritären Instanzen unterordnen, ohne sie zu hinterfragen. Der Text wurde von Hakim Krim aus der Sicht einer sehr autoritären Person geschrieben. Es würde „mehr Spaß machen, der Bösewicht zu sein“. Evil Always Wins beschreibt die Tatsache, dass „immer diejenigen erfolgreich aus Auseinandersetzungen gehen, die über das größte Waffenarsenal und/oder vollstes Portemonnaie“ verfügen.

## Rezeption

### Rezensionen
Die deutschen Magazine Rock Hard und Deaf Forever kürten Surrender jeweils zum Album des Monats. Laut Boris Kaiser vom Rock Hard platziert Surrender die Band „wieder an der absoluten Classic-Rock-Spitze, da die Band blödsinniges Freischwimmen unterlässt, sondern stattdessen selbst akzeptiert, schlicht und einfach als die Thin Lizzy des neuen Jahrtausend zu fungieren“. Die „nahezu perfekte A-Seite“ des Albums würde „mindestens nahtlos an die ersten beiden Alben Goodbye Repentance oder Heads Held High anknüpfen“. Kaiser vergab neun von zehn Punkten. Ben Klein vom Deaf Forever lobte, dass es Produzent Robert Pehrsson „gelungen wäre, den Albumsound der Band näher an ihre große Stärke, den Live-Shows, näherzubringen“. Dead Lord hätten „sich selbst und ihren Fans bewiesen, dass sie ihren signifikanten Enthusiasmus für die Musik des Teufels nicht verloren haben“. Klein vergab neun von zehn Punkten. Kritischer äußerte sich Ingo Scheel vom deutschen Magazin Visions, nachdem die Band „den Ruch der kapriziösen Kopisten auch mit Surrender nicht loswird“. Die „Entfernung zur jahrzehntealten DNA wird kaum länger als ein Gitarrenhals unter Beimischung variiernder Stilmittel“. Dead Lord bieten „überaus solide Kost“, für die Scheel sieben von zwölf Punkten vergab.

### Chartplatzierungen
| ChartsChartplatzierungen | Höchstplatzierung | Wochen |
| ------------------------ | ----------------- | ------ |
| Deutschland (GfK)        | 25 (1 Wo.)        | 1      |